# فرید مر
فرید مُر (زادهٔ ۱۳۲۸ در آبادان) زمین‌شناس و پژوهشگر ایرانی است.
او تحصیلات خود را با درجهٔ دکتری در رشتهٔ زمین‌شناسی اقتصادی از دانشگاه لندن به پایان برد. مُر، علاوه بر تألیف چندین کتاب، آثاری را نیز در زمینه‌های تخصصی خود از انگلیسی به فارسی ترجمه کرده است. مُر درحال‌حاضر استاد و عضو هیئت علمی گروه زمین‌شناسی دانشگاه شیراز و نیز عضو پیوستهٔ فرهنگستان علوم جمهوری اسلامی ایران است. ایشان یکی از برگزیدگان دومین دوره جایزه علمی علامه طباطبایی بنیاد ملی نخبگان در سال ۱۳۹۱ می‌باشند.
مُر، سال‌ها در دانشگاه‌های مختلف ایران تدریس کرده است. او در سال ۱۳۸۱ با نگارش راهنمای کانی‌شناسی (همراه با سروش مدبری) در جایزهٔ کتاب سال تشویق شده است. همچنین بابت ترجمه منابع زمین: منشأ، کاربرد و اثرات زیست‌محیطی (همراه با فاطمه راستمنش) نامزد کتاب فصل شده است. یک دوره نیز به‌عنوان صاحب تألیف برتر از سوی جهاد دانشگاهی شناخته شد.
او پیشتر رئیس مرکز نشر دانشگاهی بود. مُر از تیرماه ۱۳۹۴ به ریاست «پارک علم و فناوری فارس» منصوب شده است.
دکتر فرید مر از سال ۱۳۹۸ تاکنون رئیس گروه علوم پایه فرهنگستان علوم است.

## کتاب‌ها (تألیف و ترجمه)
- واژگان زمین‌شناسی
- واژه‌نامهٔ جامع علوم زمین
- زمین‌شناسی فیزیکی
- اصول ژئوشیمی
- مبانی زمین‌شیمی
- زمین‌شناسی اقتصادی و زیست‌محیطی